# Convento de Santo Antônio do Paraguaçu
O Convento de Santo Antônio do Paraguaçu é um convento localizado no povoado de São Francisco do Paraguaçu em Cachoeira, no estado brasileiro da Bahia. Pertence à Ordem Religiosa Franciscana. Foi tombado em 1941 com todo o seu acervo pelo IPHAN (Instituto do Patrimônio Histórico e Artístico Nacional).

## História
A fundação do Convento ocorreu em 1649 mas a primeira pedra só foi lançada 9 anos depois, no dia 4 de fevereiro de 1658, na presença do guardião, Frei Ângelo Nascimento. Inicialmente os frades construíram uma pequena capela a Nossa Senhora da Glória e pequeno Cruzeiro (ambos já destruídos) na área chamada Pontal, doada pelo Padre Pedro García de Araújo, e supõe-se que as obras da Igreja duraram apenas 2 anos e o convento levaria 28 anos para ser concluído (1686), repleto de obras de arte como imagens, pinturas e móveis.
Neste Convento funcionou um Noviciado, o segundo a ser construído no Brasil, onde os jovens eram admitidos para se tornarem novos sacerdotes e muitos deles foram figuras importantes como Frei Antônio de Santa Maria Jaboatão, autor do "Novo Orbe Seráfico Brasílico", registro da história dos franciscanos no Brasil.

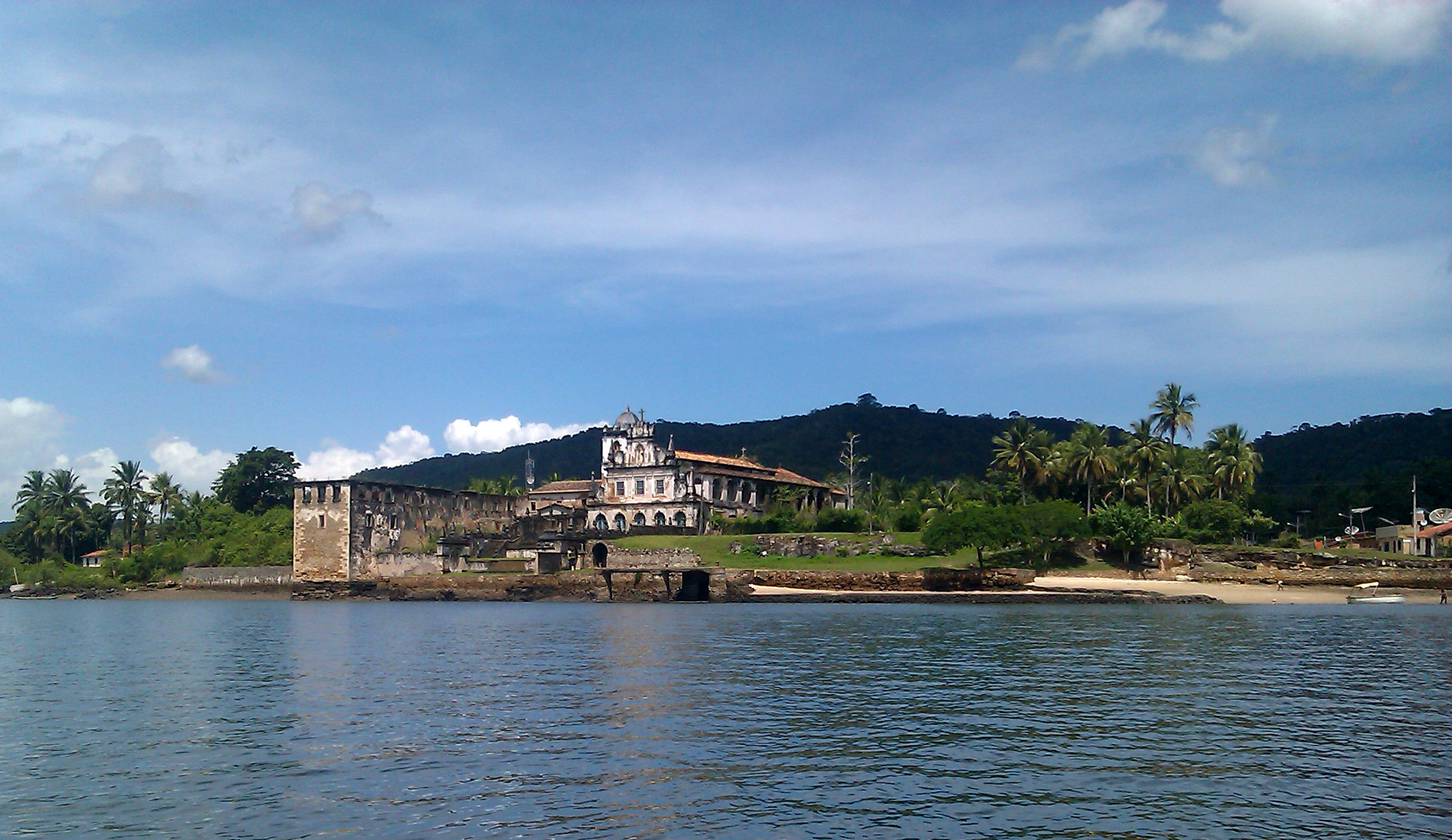
Igreja e Convento de Santo Antônio do Paraguaçu

Ali também funcionou durante 43 anos um pequeno hospital com enfermaria, chamado Hospital de N. Srª de Belém, e muitos serviços ele prestou em 1686 quando ocorreu a epidemia da febre amarela, chamada "peste da bicha", servindo às diversas comunidades da região, até ser transferido em 1729 para cidade de Cachoeira (Bahia), onde seria construído o hospital que futuramente seria levado à categoria de Santa Casa de Misericórdia.
Com a proibição imperial de admitir noviços (1855), vários conventos foram abandonados e posteriormente, Convento e Igreja foram doados à Arquidiocese da Bahia. Em 19 de fevereiro de 1915, o Arcebispo D. Jerônimo Tomé da Silva assina Portaria designando uma comissão para proceder levantamento do estado do Convento, autorizando demolição e venda das terras para financiar reparos e manutenção da igreja, sacristia e corredores e tal decisão acelerou a ruína do patrimônio que foi duramente espoliado. Este mesmo Arcebispo foi o responsável pela demolição da Igreja da Sé em Salvador. Aos olhos da atualidade, ambas autorizações se constituem um crime contra o patrimonio histórico.
O imóvel foi tombado em 1941 pelo Instituto do Patrimônio Histórico e Artístico Nacional (IPHAN), que ali tem realizado trabalhos de conservação e consolidação das estruturas e restauração das imagens.

## Arquitetura

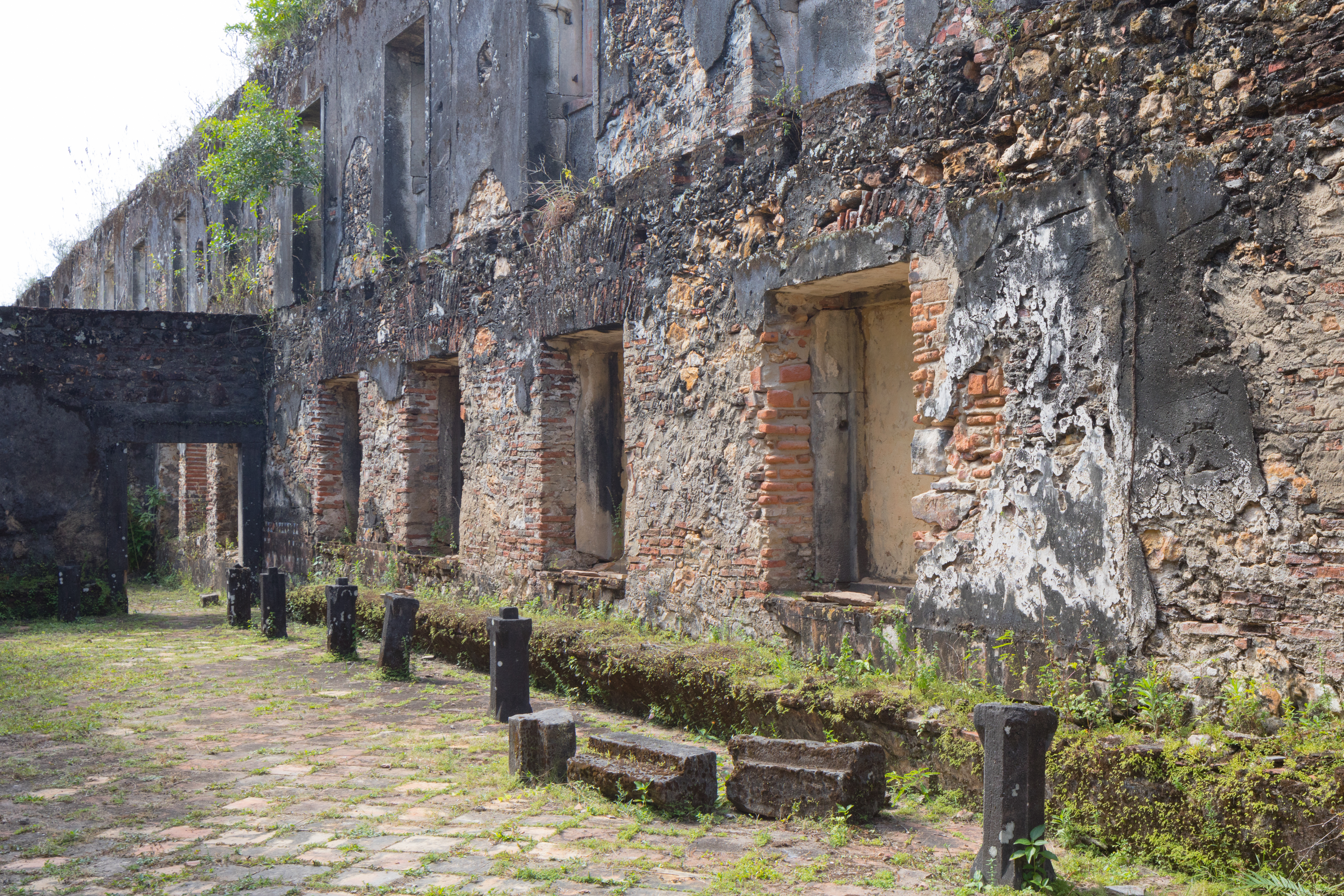
Ruínas das Paredes do Convento

Durante o período de construção do convento, os franciscanos já tinham conseguido uma independência em relação a Portugal, e os projetos arquitetônicos das suas igrejas e conventos no Brasil não precisavam mais ser enviados para Portugal para obter a aprovação. Isso possibilitou uma nova escola  arquitetônica e a edificação do  convento foi uma das  primeiras  a seguir  esta  nova arquitetura, projetada pelo Frei Francisco dos Santos.
Erguido em área plana, em um nível um pouco mais alto que o rio Paraguassú, possuía um cruzeiro, comum aos conventos franciscanos, de base poligonal e feito de arenito, com alguns elementos "indo-portugueses".

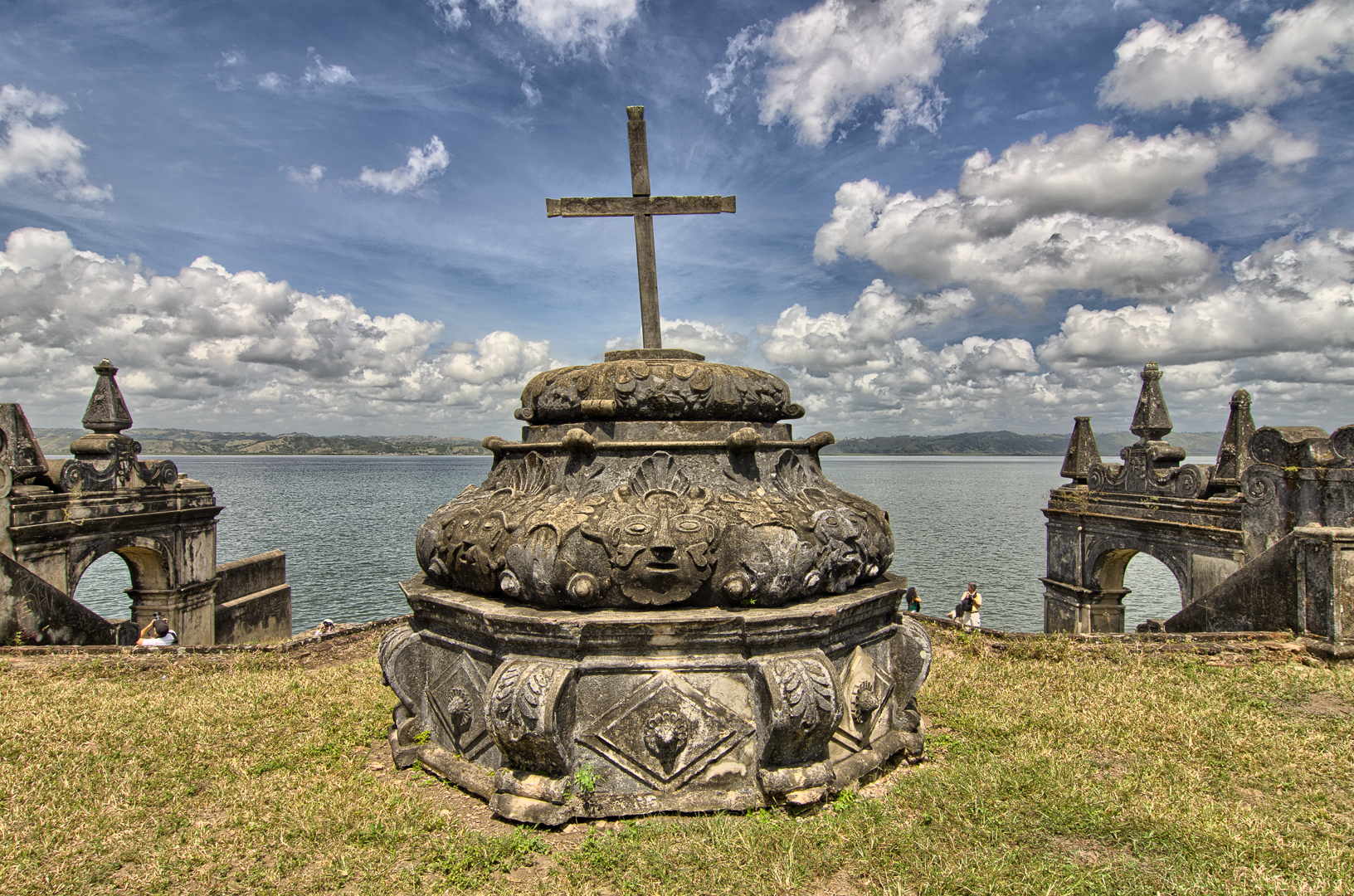
Cruzeiro

Com a fuga dos frades por causa da perseguição política no século XIX, igreja e convento foram abandonados. Em uma tentativa de recuperar a igreja, foi autorizada a demolição do convento para a venda de sua terra assim como a venda de seus bens. Ato similar ocorreu com a igreja cujos elementos foram retirados ou vendidos, desaparecendo imagens, retábulos, lavabos, restando somente ruínas. Da sua nave única com teto pintado, das tribunas, das abóbodas de berço, só restaram a armação. Há remanescentes de azulejos no claustro, no galile (área coberta antecedendo a entrada ao templo religioso), na nave central, na sacristia e no refeitório. Pelos vestígios, o piso deveria ser de mármore.

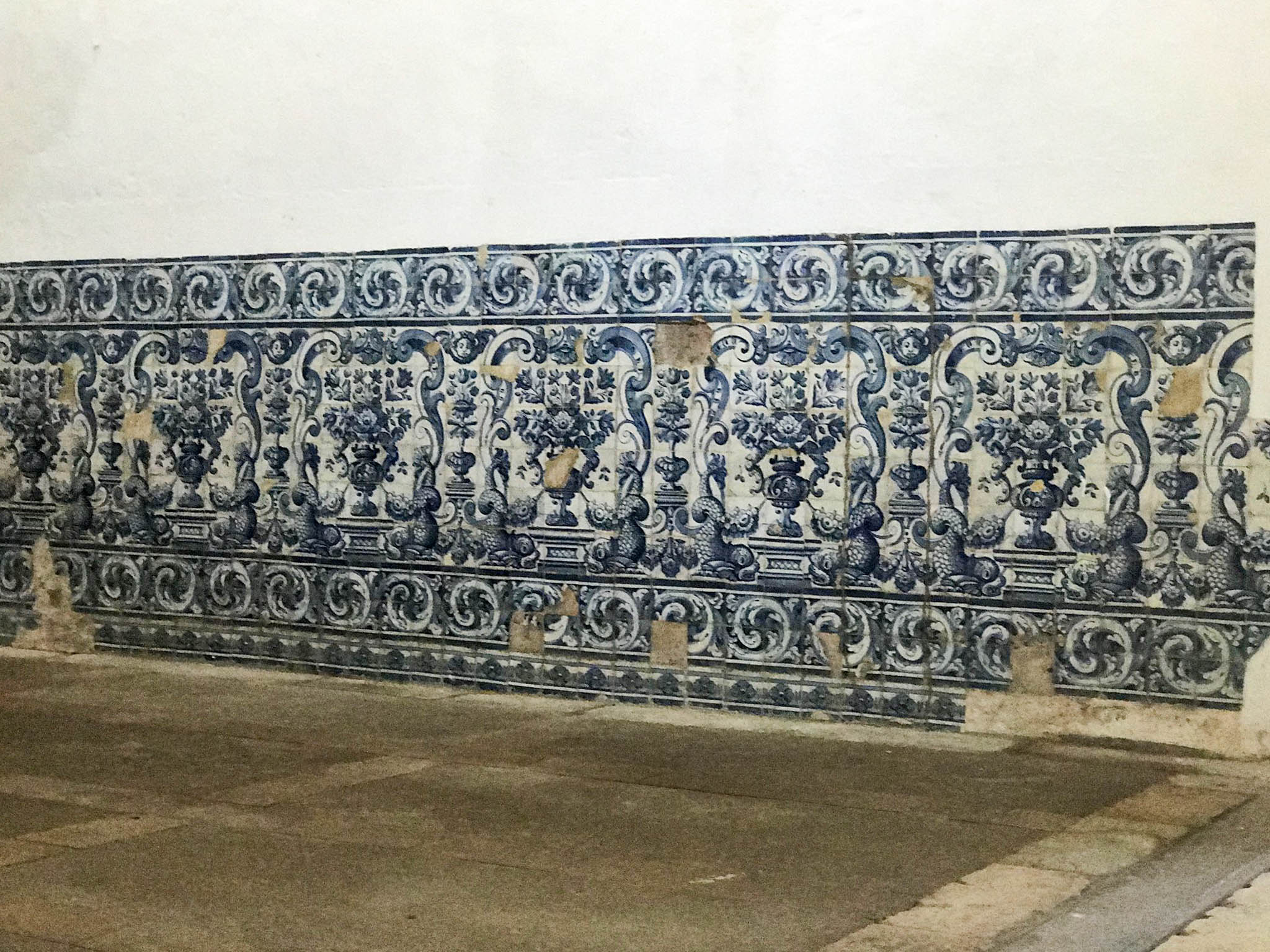
Azulejos Nave

A fachada principal da igreja do Convento tem um traçado piramidal, com três pavimentos em larguras decrescentes e alguns elementos que remetem à arquitetura oriental. Bem ao topo está um nicho com a imagem de Santo Antônio. Seu convento possuía planta de dois pavimentos, chaminé na cozinha e um aqueduto que provia água para o convento.